# 負面詞彙
負面詞彙為一用來形容包含有消極、邪惡或不好等負面概念的詞彙。詞彙本身可能沒有負面的意思，但因歷史、環境或事件等因素，而使其帶有貶義的詞彙，亦稱為負面詞彙。
舉例來說，一般的負面詞彙包含有邪惡、疾病、落後、貪心、自私、壟斷等詞彙。而因其他因素而成為負面詞彙的則有財團、意識型態、加工等詞彙，詞彙本身並不一定有負面的意思，但經由歷史的演進之後，財團有了貪婪的負面意義、意識型態變為專指政治上的意識型態、加工成了非天然的代名詞。
此外，亦有同一事物同時擁有正面詞彙和負面詞彙的情形，如勇氣與蠻幹、自由與放縱、仁慈與姑息、蠻荒與自然等。而且有時不論觀其動機、過程與結果，正、負面詞彙的描述都不會是不正確的。
大部份的正面詞彙多可以找到一與其相對應的負面詞彙，反之亦然。原因在於同一個事物通常會有許多不同的觀點，如跳下水去救人：論其動機是一種有勇氣的行為；但論在過程，在現今便將其視為一蠻幹的行為。又如少女晚歸：較開放的觀點認為其為此少女個人的自由；較保守的觀點則認為此少女太放縱了。